# شونسوكي موري
شونسوكي موري (باليابانية: 森 俊介) (4 أكتوبر 1994 في هيوغو في اليابان – )؛ هو لاعب كرة قدم سابق كان يلعب كلاعب وسط.

## وصلات خارجية
- شونسوكي موري على موقع رابطة كرة القدم اليابانية للمحترفين (اليابانية)
- شونسوكي موري على موقع قاعدة بيانات كرة القدم.إي يو (الإنجليزية)
- شونسوكي موري على موقع Soccerway.com (الإنجليزية)
- شونسوكي موري على موقع عالم كرة القدم.نت (الإنجليزية)
- شونسوكي موري على موقع كووورة